# Hà Đông
Ha Dong (en vietnamita Hà Đông) es un distrito de la ciudad de Hanói, en Vietnam. Se ubica a 10 km del centro de la ciudad, a orillas del río Nhuệ, siendo sede de varias agencias administrativas de la capital y uno de los barrios de más rápido desarrollo. Fue capital de la antigua provincia de Hà Tây hasta el año 2008, cuando la provincia fue unificada con Hanói y la ciudad convertida en uno de los 10 distritos de ésta.